# Saison 1992-1993 du Football Club auscitain
La saison 1992-1993 du Football Club auscitain est la quatrième saison consécutive du club gersois dans l’élite du rugby français réduite à 32 clubs.
L'équipe évolue cette saison sous les ordres de l’entraîneur Jacques Brunel.
le pilier Stéphane Graou obtient sa première sélection en équipe de France contre l'équipe d'Argentine.
Malgré un bilan positif de 9 victoires et 5 défaites, Auch échoue à se qualifier en Top 16.

## Phase qualificative
Bègles, Toulouse, Dax et Auch terminent 2e égalité avec 32 points soit 9 victoires et 5 défaites.
Auch échoue à se qualifier en Top 16 à cause d'un règlement ambiguë et la suspension du pilier Thierry Pomès en Challenge de l'Espérance. Au terme d'une longue bataille juridique, Auch est reversé en Coupe André Moga.

### Classement des 4 poules de 8
| Poule 1 - RC Toulon - CA Bègles-Bordeaux - Stade toulousain - US Dax - FC Auch - SC Graulhet - RRC Nice - RC Chalon Poule 3 - RC Narbonne - FC Grenoble - Section paloise - AS Montferrand - Aviron bayonnais - Racing club de France - CS Bourgoin-Jallieu - US Cognac | Poule 2 - SU Agen - Tarbes Pyrénées - AS Béziers - Biarritz olympique - RC Nîmes - FCS Rumilly - Stade bordelais - Tyrosse RCS Poule 4 - USA Perpignan - Castres olympique - CA Brive - US Colomiers - Stade montois - Montpellier RC - Le Creusot - Avenir valencien |

### À domicile
- Auch-Begles-Bordeaux 22-12
- Auch-Dax 10-9
- Auch-Nice 14-12
- Auch-Chalon 44-12
- Auch-Graulhet 30-15
- Auch- Toulon 20-9
- Auch-Toulouse 32-26

### À l’extérieur
- Bègles-Bordeaux-Auch 51-16
- Dax-Auch 20-6
- Nice-Auch 14-16
- Chalon-Auch 6-15
- Graulhet-Auch 15-11
- Toulon-Auch 30-9
- Toulouse-Auch 20-0

### Coupe Moga
Auch termine en tête de sa poule avec 16 points soit 5 victoires et 1 défaite.

### À domicile
- Auch-SBUC 16-12
- Auch-Chalon : victoire
- Auch-Montpellier 17-10

### À l’extérieur
- SBUC-Auch 22-23
- Chalon-Auch 16-23
- Montpellier-Auch 25-8

### Phases finales
- Demi-finale : Auch-Racing 39-19
- Finale : Rumilly-Auch 44-0

### Composition des équipes pour la finale
- FC AUCH :
- Absents : Boué, Dalgalarondo, Graou, Ciorăscu, Dulau
- Labric (puis Auzou, 40e); Ducès, Lussan, Pujo (puis Darroque, 40e), Lauray; (o) Cazeaux, (m) Milhas; Ortet, Escoffier, Dorrique; Porcu, Gaussens; J. Roca (puis C. Roca, 40e), Perusin (cap.) (puis Beredere, 40e), Pomès

- FCS RUMILLY :
- Absent : Michaud
- Hasagic; P. Berthet, D. Périllat (puis Damesin, 74e), L.Vélo (puis Mallenjoud, 40e), Lugier; (o) Comba, (m) Y. Périllat (cap.); D. Berthet, Geraci, Hermans; Lubungu, Puthon; Laruaz, Michard, Echaniz (puis Mounier, 40e)

Le résumé du Midi Olympique du lundi suivant laisse supposer une défaite volontaire du FCA ce qui lui permettrait de se retrouver la saison suivante dans la poule de Grenoble, privé du Bouclier de Brennus à la suite d’une finale polémique après une erreur d’arbitrage et entraîné par l’ancien auscitain Jacques Fouroux et du Stade toulousain pour un derby qui fait toujours le plein à Auch.

## Effectif
- Arrières : Thierry Labric, Jérome Théodolin
- Ailiers : Serge Lauray, Christian Lauray, Eric Rivière, Thierry Ducès
- Centres : Christophe Dalgalarrondo, Roland Pujo, Frédéric Labadie, Jérôme Lussan, Frédéric Daroque
- Ouvreurs : Frédéric Cazaux, Gilles Boué
- Demis de mêlée : Serge Milhas
- Troisièmes lignes centre : Jean-Pascal Dulau, Daniel Deines
- Troisièmes lignes aile : Alain Sabbadin, Jean-Marc Béderède, Jean-Pierre Dorrique, Pascal Daroles, Pierre Ortet
- Deuxièmes lignes : Christophe Porcu, Sandu Ciorăscu, Jean-Louis Gaussens, Jean-Pierre Escoffier
- Talonneurs : Patrick Pérusin, Patrick Cahuzac
- Piliers : Stéphane Graou, Thierry Pomès, Joël Rocca, Christian Rocca